# Łyśniewo Sierakowickie
Łyśniewo Sierakowickie is een plaats in het Poolse district Kartuski, woiwodschap Pommeren. De plaats maakt deel uit van de gemeente Sierakowice en telt 542 inwoners.